# Касота (город, Миннесота)
Касота (англ. Kasota) — город в округе Ле-Сур, штат Миннесота, США. На площади 2,6 км² (2,6 км² — суша, водоёмов нет), согласно переписи 2002 года, проживают 680 человек. Плотность населения составляет 260 чел./км².
- Телефонный код города — 507
- Почтовый индекс — 56050
- FIPS-код города — 27-32462[1]
- GNIS-идентификатор — 0646046[2]